# حساب شیطان (فیلم)
«حساب شیطان» (انگلیسی: The Devil's Arithmetic) یک فیلم تلویزیونی آمریکایی است که در سال ۱۹۹۹ منتشر شد. از بازیگران آن می‌توان به کیرستن دانست، بریتانی مورفی، پل فریمن، میمی راجرز، و لوئیز فلچر اشاره کرد.